# Список православных церквей Белграда
- Храм Святого Савы
- Соборная церковь Белграда
- Церковь Святого Марка
- Церковь Святого Василия Острожского, Баница
- Церковь Святого Василия Острожского, Нови-Београд
- Церковь Ружица
- Церковь Святого Александра Невского (Белград)
- Часовня Святой Параскевы-Пятницы (Белград) sr:Капела свете Петке
- Вознесенская церковь (Белград)
- Церковь Святого Николая (Белград) sr:Николајевска црква
- Николаевская церковь (Нови-Сад)
- Церковь Покрова Пресвятой Богородицы, Kajmakčalanska 55
- Церковь Рождества Пресвятой Богородицы, Svetosavska 15, Земун
- Церковь Собора Сербских святых, Пера Cetkovic 6a
- Церковь Святой Троицы, Господара Вучича 89
- Церковь Святой Троицы, Цара Душана 83, Земун
- Церковь Святой Троицы, Косовских божура 1
- Церковь Святых Апостолов Петра и Павла, бульвар Vojvode Putnika 11
- Церковь Святых Апостолов Варфоломея и Варнавы, Miska Kranjca 4
- Церковь Архангела Гавриила, Humska 26
- Церковь Святого императора Константина и императрицы Елены, Jove Ilic 123
- Церковь Святого Царя Лазаря, 21. дивизије 33
- Церковь Святого Георгия (Бежанийская церковь), Vojvodjanska 70
- Церковь Святого Апостола Фомы, Ново-Бежанийское кладбище (в стадии строительства)
- Церковь Святого Иоанна Владимира, Игната Йоба бб
- Церковь Святого Георгия, Баново холма, Zrmanjska 1
- Церковь Св. Иоанна Крестителя, Zaplanjska 47А
- Церковь Святого Николая, Ruzveltova 50
- Церковь Святого отца Николая, Njegoševa 43, Земун
- Церковь Святого Ильи Пророка, Витезова Карађорђеве звезде 61
- Церковь Святого Савы, Krušedolska 2A
- Церковь Святого Стефана Дечана, Браче Лукич 8
- Церковь Святого Трифона, Pionirska 6
- Церковь Вознесения Господня, Mije Oreškog 4
- Церковь Святого Дмитрия Солунского velikomučenika, Сибињанин Јанка 1a, Земун
- Церковь Святого Савы, Katanić BB
- Часовня Святых Козьмы и Дамиана, Deligradska 38